# Алексеевка 3-я (Тамбовская область)
Алексеевка 3-я — упразднённая в 1975 году деревня в Знаменском районе Тамбовской области России. Включена в состав деревни Егоровка. Входила на момент упразднения в состав Алексеевского сельсовета (с 2008 года территория Покрово-Марфинского сельсовета).

## География
Деревня располагалась в центральной части области, в лесостепной зоне, к востоку от Егоровки, примерно в 22 километрах (по прямой) к западу от Знаменки, административного центра района.

### Климат
Климат в местности, как и во всём районе, характеризуется как умеренно континентальный, относительно сухой, с тёплым летом и холодной продолжительной зимой. Среднегодовое количество осадков составляет около 550 мм, из которых большая часть выпадает в тёплый период. Снежный покров устанавливается в середине декабря и держится в течение 138 дней.

## История
Алексеевки 4-я и 3-я упоминаются в епархиальных сведениях 1911 г. по церковному приходу с. Ольховка.  
В 1975 году Решением исполкома областного Совета от 11 февраля 1975 года № 91 деревня Алексеевка 3-я  была присоединена к деревне Егоровка.

### Административно-территориальная принадлежность
По 1928 год деревня входила в состав Покровско-Марфинской волости Тамбовского уезда.

## Население
В 1932 году — 153 жителя.